# 日運寺
日運寺（にちうんじ）は、千葉県南房総市にある寺院。寺域には昭和45年（1970年）に植樹した約2万株のアジサイが咲き、房総のあじさい寺といわれている。

## 由緒
古くは勝栄坊と称する真言宗（天台宗とも）の堂宇で、文永11年11月5日、日蓮が鎌倉より小湊への帰路宿泊し、住職行然が難問抗論するが、日蓮が法華の真理を以って説いたことにより敬服し日蓮宗に改宗した。元亀2年（1571年）勝浦城主正木時通の子で僧の林清を中興開山とし、正木時通・頼忠兄弟が再興し、時通の法名より「勝栄山日運寺」とした。のちに徳川幕府より寺領13石の朱印地を給せられた。

## 文化財
- 仁王門（昭和53年指定）南房総市文化財
- 榧の木（昭和50年指定）南房総市天然記念物
- 正木時通・頼忠の墓（昭和54年指定）南房総市指定史跡
- 日鑑上人入定窟（昭和50年指定）南房総市指定史跡
- 請雨塔（昭和50年指定）　南房総市指定史跡